# DSK Basketball Brandýs
DSK Basketball Brandýs je český ženský basketbalový klub, který sídlí v Brandýse nad Labem ve Středočeském kraji.
Klub hraje od roku 2023 nejvyšší ženskou basketbalovou ligu. Tam postoupil poté, co v baráži porazil tým BK Strakonice.
Své domácí zápasy hraje ve Sportcentru Brandýs.

## Soupiska sezóny 2023/2024
| Číslo | Stát                | Hráčka                | Ročník | Výška  |
| ----- | ------------------- | --------------------- | ------ | ------ |
| 4     | USA                 | Kwanza Murray         | 1996   | 170 cm |
| 5     | Česko               | Natálie Durdová       | 2004   | 179 cm |
| 7     | Česko               | Veronika Vojtíková    | 2004   | 170 cm |
| 8     | Česko               | Timotea Najbrtová     | 2004   | 180 cm |
| 9     | Česko               | Zuzana Kolářová       | 2005   | 176 cm |
| 10    | Česko               | Kateřina Matějková    | 1982   | 173 cm |
| 11    | Česko               | Petra Klokočníková    | 2004   | 160 cm |
| 12    | USA                 | Leeza Chanel Burdgess | 1990   | 194 cm |
| 14    | Česko               | Julie Kučerová        | 2005   | 170 cm |
| 15    | Česko               | Marie Holá            | 2005   | 183 cm |
| 16    | Česko               | Jana Maršíková        | 1990   | 178 cm |
| 17    | Česko               | Kateřina Ebenhöhová   | 2003   | 194 cm |
| 18    | Česko               | Michaela Pitrová      | 2000   | 186 cm |
| 19    | Česko               | Martina Šťovíčková    | 2004   | 180 cm |
| 21    | Bosna a Hercegovina | Irena Vrančič         | 1990   | 170 cm |
| 23    | Česko               | Hana Tomková          | 2004   | 172 cm |
| 27    | Česko               | Anna Holá             | 2006   | 181 cm |
| 28    | Česko               | Lucie Ceralová        | 2003   | 193 cm |
| 29    | Česko               | Kateřina Richterová   | 2005   | 175 cm |
| 34    | Česko               | Amálie Hrubinová      | 2006   | 174 cm |
| 94    | Česko               | Nikola Šafránková     | 2004   | 177 cm |

- Trenér: Ing. Daniel Kurucz
- Asistenti trenéra: Martin Richter, Jitka Richterová

## Umístění v jednotlivých sezonách
Legenda: ZČ - základní část, červené podbarvení - sestup, zelené podbarvení - postup, fialové podbarvení - reorganizace, změna skupiny či soutěže
| Česko   |                        |           |         |          |          |
| Sezóna  | Název v ročníku        | Úroveň    | Soutěž  | ZČ       | Play-off |
| ...     |                        |           |         |          |          |
| 2022/23 | DSK Basketball Brandýs | 2. úroveň | 1. liga | 3. místo | 1. místo |
| 2023/24 | DSK Basketball Brandýs | 1. úroveň | ŽBL     | 8. místo |          |
| 2024/25 | DSK Basketball Brandýs | 1. úroveň | ŽBL     | 7. místo |          |